# Isatis
Isatis és un gènere de plantes amb flors de la família Brassicàcia. És originari de la regió mediterrània fins a Àsia central. L'espècie més important econòmicament és el pastell (Isatis tinctoria) que també és l'única present als Països Catalans (naturalitzada).